# Tommaso De Vecchis
Tommaso De Vecchis (Como, 18 gennaio 1992) è un ginnasta italiano.

## Carriera
Soprannominato Timmy, Tommaso De Vecchis inizia a muovere i primi passi nella ginnastica artistica all'età di 6 anni all'interno della società della provincia comasca Gioy Lipomo, fino all'ottenimento della prima maglia azzurra della nazionale giovanile italiana di ginnastica artistica ottenuta nel 2008.
Nel 2009 gareggia ai giochi europei della gioventù (EYOF) di Tampere, accedendo alla finale all around e classificandosi all'11º posto.
Nello stesso anno partecipa alle Gymnasiadi, a Doha, aggiudicandosi il 5º posto nella finale di specialità al cavallo con maniglie. La prima fase della sua carriera si conclude con l'accesso alla finale all around dell'Europeo di Birminghman, nel 2010, con la specialità alla sbarra.
Dal 2011 diventa membro della nazionale maggiore, partecipando a diverse competizioni internazionali fino all'ingresso in squadra nazionale maggiore avvenuto nel 2014, in occasione dei Campionati Europei di Sofia.
L'anno successivo partecipa per la prima volta alla Coppa del Mondo, a Cottbus, gareggiando al cavallo con maniglie e alle parallele. Sempre nel 2015 partecipa alla prima edizione dei Giochi Olimpici Europei di Baku classificandosi 15º in Europa e mancando di poco la finale di specialità alla sbarra. Nell'autunno del 2015 parte, in qualità di riserva, per il primo Campionato del Mondo a Glasgow dopo essersi guadagnato il titolo di Campione Italiano Assoluto al corpo libero.
Nel 2016 è arrivato 3º ai Campionati Italiani Assoluti di Torino.
Ha partecipato alla 3, 4ª e 5ª stagione del docu-reality di MTV Ginnaste - Vite parallele.